# Concours Eurovision de la chanson 1973
- Pays participants
- Pays ayant participé dans le passé

Édimbourg 1972 Brighton 1974
Le Concours Eurovision de la chanson 1973 fut la dix-huitième édition du concours. Il se déroula le samedi 7 avril 1973, à Luxembourg, au Grand-Duché de Luxembourg. Il fut remporté par le Luxembourg, pays hôte, avec la chanson Tu Te Reconnaîtras, interprétée par Anne-Marie David. L'Espagne termina deuxième et le Royaume-Uni, troisième.

## Organisation
Le Luxembourg, qui avait remporté l'édition 1972, se chargea d'organiser l'édition 1973.
Une règle importante du concours fut modifiée : l'UER mit fin à l'obligation faite aux pays participants de chanter dans une de leurs langues nationales. Désormais, les artistes purent interpréter leur chanson dans la langue de leur choix. Cette règle aura cours jusqu'en 1976, avant d'être abolie en 1977, puis réintroduite en 1999.
À la suite de la participation d'Israël et à l'attentat de Munich l'année précédente, les mesures de sécurité furent considérablement renforcées. Selon le commentateur britannique Terry Wogan, le responsable de la sécurité recommanda aux spectateurs de demeurer assis durant tout le spectacle, spécialement durant les applaudissements. Cela afin d'éviter d'être abattus par les services de sécurité présents dans la salle.

## Pays participants
Dix-sept pays participèrent au dix-huitième concours.
L'Autriche et Malte se retirèrent. Israël fit ses débuts, devenant ainsi le premier pays situé en dehors du continent européen à participer au concours.

## Format
Le concours eut lieu au Grand Théâtre de Luxembourg, à Luxembourg, théâtre municipal de la capitale, inauguré en 1964.
La scène était d'une couleur grise uniforme. L'orchestre siégeait dans des tribunes, placées au fond de la scène, derrière les artistes. Ces derniers firent leur entrée par un portique, décoré d'un médaillon frappé du lion luxembourgeois. Le décor comportait deux podiums circulaires, celui de gauche étant réservé aux choristes, celui de droite, aux chefs d'orchestre. La partie gauche de la scène était décorée de six colonnes de verre renfermant des bouquets de fleurs. Durant les prestations, le portique était illuminé par des jeux de lumière.
Le programme dura près d'une heure et quarante minutes.

## Incident
Un incident eut lieu durant les répétitions entre la chanteuse irlandaise Maxi, son manager et le représentant de sa maison de disques. Ils ne parvinrent à se mettre d'accord sur la manière d'interpréter la chanson. Maxi exprima à plusieurs reprises sa frustration, notamment en s'arrêtant de chanter brusquement. Craignant qu'elle ne se retire et que la participation de l'Irlande ne soit remise en cause, la RTÉ fit venir à Luxembourg, la chanteuse Tina Reynolds. Celle-ci se vit cependant refuser l'accès au Grand Théâtre par les forces de sécurité. Finalement, Maxi obtint gain de cause et put interpréter sa chanson comme elle le souhaitait .

## Vidéo introductive et cartes postales
La vidéo introductive montra des vues touristiques de Luxembourg, suivies par un résumé des préparatifs du concours. L'orchestre joua la partition d'Après toi, la chanson gagnante de l'année précédente. La caméra termina par un plan sur Vicky Leandros, la gagnante de l'édition 1972, assise dans la salle, à côté de son père, Léo Leandros.
Comme l'année précédente, il n'y eut pas de cartes postales. La caméra se contenta de montrer une photo des artistes, prise lors des répétitions.

## Déroulement
La présentatrice de la soirée fut Helga Guitton. Elle s'adressa aux téléspectateurs en français, en anglais et en allemand, ajoutant deux salutations en luxembourgeois.
L'orchestre était dirigé par Pierre Cao.
Pour la toute première fois de l'histoire du concours, des membres d'une dynastie régnante furent présents dans la salle. La caméra fit plusieurs plans sur la loge princière, montrant les princesses Marie-Astrid et Margaretha de Luxembourg, ainsi que leur frère, le prince Jean, tous enfants du grand-duc Jean et de la grande-duchesse Joséphine-Charlotte.

## Chansons
Dix-sept chansons concoururent pour la victoire. Seules la Finlande, la Norvège et la Suède profitèrent du changement du règlement et chantèrent en anglais.
La représentante finlandaise, Marion Rung, ouvrit le concours et termina en sixième position. Elle avait déjà concouru en 1962, également à Luxembourg. Elle était alors passée la première mais avait terminé septième.
Les représentants belges, Nicole & Hugo, avaient déjà été sélectionnés en 1971. Quelques jours avant le concours, Nicole avait attrapé la jaunisse et ils avaient dû se faire remplacer in extremis. Leur participation au concours sera particulièrement remarquée par les commentateurs. Les deux artistes, couple sur scène et à la ville, décidèrent de porter des costumes similaires, de couleur mauve, pourvus de cols en pelle-à-tarte et de pattes d'éléphant, décorés de cristaux translucides. Chaussés de bottines compensées, ils effectuèrent une chorégraphie coordonnée, agitant leurs bras et leurs jambes. Ils terminèrent finalement à la dernière place.
La chanson espagnole Eres tú fut, après sa sélection, fort mal accueillie. Elle fut accusée d'être un plagiat de la chanson Brez Besed, interprétée par Berta Ambroz et qui avait représenté la Yougoslavie en 1966. L'accusation n'ayant pu être prouvée, la chanson fut présentée telle quelle au concours et termina à la deuxième place. Elle rencontra par la suite un immense succès commercial. En 2005, lors de l'émission spéciale Congratulations, elle fut élue onzième meilleure chanson à jamais avoir été présentée au concours.
La chanson suédoise causa de même quelques remous avant le concours. Elle comportait en effet une strophe, jugée audacieuse pour l'époque, dans laquelle l'auteur mentionnait explicitement le mot "seins".

## Chefs d'orchestre
Pour la première fois de l'histoire du concours, deux femmes dirigèrent l'orchestre. Monica Dominique fut la première, pour la Suède et Nurit Hirsh, la seconde, pour Israël.
| Ossi Runne           | Francis Bay   | Jorge Costa Pinto | Günther-Eric Thöner | Carsten Klouman | Jean-Claude Vannier |
| -------------------- | ------------- | ----------------- | ------------------- | --------------- | ------------------- |
| - Finlande           | - Belgique    | - Portugal        | - Allemagne         | - Norvège       | - Monaco            |
| Juan Carlos Calderón | Hervé Roy     | Esad Arnautalić   | Enrico Polito       | Pierre Cao      | Monica Dominique    |
| - Espagne            | - Suisse      | - Yougoslavie     | - Italie            | - Luxembourg    | - Suède             |
| Harry van Hoof       | Colman Pearce | David Mackay      | Jean Claudric       | Nurit Hirsh     |                     |
| - Pays-Bas           | - Irlande     | - Royaume-Uni     | - France            | - Israël        |                     |

## Entracte
Le spectacle d'entracte fut fourni par le clown Charlie Rivel. Il fut annoncé par Helga Guitton comme « la grande diva Carlotta Rivelo ». Déguisé en cantatrice, vêtu d'une robe rouge à paillettes et d'un gigantesque chapeau coordonné, Charlie Rivel parodia un récital de diva capricieuse. Son pianiste commença par offrir à la diva une rose dont elle ne parvint pas à sentir le parfum. Elle reçut ensuite le couvercle du piano sur la main droite et se mit à pleurer. S'ensuivit une dispute avec le pianiste et un concert de klaxon, émis par l'opulente poitrine de la diva. Il apparut ensuite que celle-ci, n'ayant pas mis de lunettes, ne parvenait pas à déchiffrer sa partition. Le récital débuta enfin, brièvement interrompu par une chute du pianiste, effrayé par un cri de la diva, puis par la perte de la partition, jetée à terre dans un moment d'émotion et lue ensuite à l'envers. La diva finit par se perdre dans ses notes et un de ses seins, par éclater, concluant l'entracte.

## Coulisses
Comme lors de sa participation en 1968, Cliff Richard alla s'enfermer dans les toilettes jusqu'à la fin du vote. C'est à nouveau là qu'il apprit l'issue du concours et sa troisième place

## Vote
Le vote fut décidé entièrement par un jury. Comme l'année précédente, les jurés n'étaient pas présents dans la salle. Ils siégeaient à la Villa Louvigny, quartier général de la télévision luxembourgeoise à Luxembourg.
Le système de vote demeura inchangé. Chaque pays envoya sur place deux jurés, l'un ayant entre 16 et 25 ans, l'autre ayant entre 25 et 55 ans. Pour chaque chanson, ils devaient attribuer chacun entre un et cinq votes. Les votes des jurés devaient être donnés et consignés immédiatement après chaque chanson. Après l'entracte, les jurés confirmèrent visuellement leurs votes, selon l'ordre de passage des pays participants.
Le superviseur délégué sur place par l'UER fut Clifford Brown.
Le vote fut seulement égayé par le juré suisse senior. Il se fit remarquer par son costume étincelant et ses mimiques, qui suscitèrent l'hilarité des autres jurés.

## Résultats
Ce fut la quatrième victoire du Luxembourg, la deuxième consécutive.
La chanson gagnante remporta 129 votes sur 160 possibles, soit 81 % du maximum. Il s'agit d'un record, tous systèmes de vote confondus.
Anne-Marie David reçut la médaille du grand prix, des mains de Vicky Leandros.
| Ordre | Pays           | Langue             | Artiste(s)          | Chanson                  | Place | Points |
| ----- | -------------- | ------------------ | ------------------- | ------------------------ | ----- | ------ |
| 01    | Finlande       | Anglais            | Marion Rung         | Tom, Tom, Tom            | 6     | 93     |
| 02    | Belgique       | Néerlandais2       | Nicole & Hugo       | Baby, Baby               | 17    | 58     |
| 03    | Portugal       | Portugais          | Fernando Tordo (en) | Tourada                  | 10    | 80     |
| 04    | Allemagne      | Allemand           | Gitte               | Junger Tag               | 8     | 85     |
| 05    | Norvège        | Anglais, français1 | Bendik Singers (en) | It's Just a Game         | 7     | 89     |
| 06    | Monaco         | Français           | Marie               | Un train qui part        | 8     | 85     |
| 07    | Espagne        | Espagnol           | Mocedades           | Eres tú                  | 2     | 125    |
| 08    | Suisse         | Français           | Patrick Juvet       | Je vais me marier, Marie | 12    | 79     |
| 09    | Yougoslavie    | Serbo-croate       | Zdravko Čolić       | Gori vatra               | 15    | 65     |
| 10    | Italie         | Italien            | Massimo Ranieri     | Chi sara' con te         | 13    | 74     |
| 11    | Luxembourg H T | Français           | Anne-Marie David    | Tu te reconnaîtras       | 1     | 129    |
| 12    | Suède          | Anglais            | Nova                | You're Summer            | 5     | 94     |
| 13    | Pays-Bas       | Néerlandais        | Ben Cramer          | De oude muzikant         | 14    | 69     |
| 14    | Irlande        | Anglais            | Maxi                | Do I Dream?              | 10    | 80     |
| 15    | Royaume-Uni    | Anglais            | Cliff Richard       | Power to All Our Friends | 3     | 123    |
| 16    | France         | Français           | Martine Clémenceau  | Sans toi                 | 15    | 65     |
| 17    | Israël         | Hébreu             | Ilanit              | Ey Sham (אי שם)          | 4     | 97     |

- 1 Inclus également des paroles en allemand, en bosnien, en espagnol, en finnois, en irlandais, en hébreu, en italien, en néerlandais, en norvégien et en suédois.

- 2 Inclus également des paroles en anglais, en espagnol et en français.

## Anciens participants
| Artiste         | Pays        | Année(s) précédente(s) |
| --------------- | ----------- | ---------------------- |
| Massimo Ranieri | Italie      | 1971                   |
| Cliff Richard   | Royaume-Uni | 1968                   |
| Marion Rung     | Finlande    | 1962                   |

## Tableau des votes
| Drapeau de la Finlande | Drapeau de la Belgique                            | Drapeau du Portugal | Drapeau de l'Allemagne | Drapeau de la Norvège | Drapeau de Monaco | Drapeau de l'Espagne | Drapeau de la Suisse | Drapeau de la République fédérative socialiste de Yougoslavie | Drapeau de l'Italie | Drapeau du Luxembourg | Drapeau de la Suède | Drapeau des Pays-Bas | Drapeau de l'Irlande | Drapeau du Royaume-Uni | Drapeau de la France | Drapeau d’Israël | Total |   |     |
| Pays                   | Finlande                                          |                     | 9                      | 5                     | 6                 | 6                    | 5                    | 6                                                             | 6                   | 7                     | 2                   | 6                    | 7                    | 5                      | 5                    | 9                | 4     | 5 | 93  |
| Pays                   | Belgique                                          | 4                   |                        | 3                     | 4                 | 3                    | 6                    | 6                                                             | 4                   | 4                     | 2                   | 4                    | 2                    | 3                      | 4                    | 5                | 2     | 2 | 58  |
| Pays                   | Portugal                                          | 4                   | 6                      |                       | 5                 | 5                    | 4                    | 8                                                             | 8                   | 6                     | 3                   | 4                    | 2                    | 5                      | 4                    | 5                | 6     | 5 | 80  |
| Pays                   | Allemagne                                         | 2                   | 5                      | 6                     |                   | 4                    | 5                    | 9                                                             | 7                   | 4                     | 3                   | 7                    | 6                    | 5                      | 6                    | 5                | 7     | 4 | 85  |
| Pays                   | Norvège                                           | 8                   | 5                      | 5                     | 6                 |                      | 7                    | 6                                                             | 7                   | 6                     | 5                   | 7                    | 3                    | 3                      | 3                    | 3                | 6     | 9 | 89  |
| Pays                   | Monaco                                            | 6                   | 3                      | 2                     | 4                 | 3                    |                      | 6                                                             | 5                   | 9                     | 8                   | 6                    | 4                    | 5                      | 6                    | 9                | 5     | 4 | 85  |
| Pays                   | Espagne                                           | 3                   | 8                      | 9                     | 9                 | 4                    | 9                    |                                                               | 8                   | 9                     | 10                  | 8                    | 7                    | 10                     | 10                   | 4                | 9     | 8 | 125 |
| Pays                   | Suisse                                            | 4                   | 3                      | 3                     | 4                 | 7                    | 5                    | 7                                                             |                     | 6                     | 4                   | 6                    | 3                    | 8                      | 7                    | 7                | 2     | 3 | 79  |
| Pays                   | Yougoslavie                                       | 5                   | 3                      | 3                     | 4                 | 2                    | 5                    | 8                                                             | 6                   |                       | 2                   | 4                    | 2                    | 4                      | 5                    | 4                | 4     | 4 | 65  |
| Pays                   | Italie                                            | 2                   | 5                      | 3                     | 5                 | 5                    | 5                    | 5                                                             | 7                   | 5                     |                     | 5                    | 5                    | 4                      | 4                    | 5                | 5     | 4 | 74  |
| Pays                   | Luxembourg                                        | 6                   | 6                      | 8                     | 7                 | 8                    | 7                    | 6                                                             | 10                  | 9                     | 9                   |                      | 8                    | 9                      | 8                    | 10               | 10    | 8 | 129 |
| Pays                   | Suède                                             | 8                   | 4                      | 4                     | 5                 | 8                    | 5                    | 7                                                             | 9                   | 6                     | 5                   | 6                    |                      | 6                      | 5                    | 7                | 4     | 5 | 94  |
| Pays                   | Pays-Bas                                          | 4                   | 4                      | 2                     | 5                 | 5                    | 4                    | 5                                                             | 5                   | 5                     | 4                   | 7                    | 3                    |                        | 5                    | 3                | 6     | 2 | 69  |
| Pays                   | Irlande                                           | 3                   | 7                      | 2                     | 4                 | 6                    | 6                    | 7                                                             | 5                   | 5                     | 5                   | 6                    | 5                    | 6                      |                      | 5                | 4     | 4 | 80  |
| Pays                   | Royaume-Uni                                       | 9                   | 6                      | 6                     | 7                 | 7                    | 8                    | 4                                                             | 8                   | 8                     | 5                   | 10                   | 9                    | 10                     | 9                    |                  | 8     | 9 | 123 |
| Pays                   | France                                            | 4                   | 3                      | 2                     | 4                 | 4                    | 5                    | 5                                                             | 4                   | 7                     | 2                   | 3                    | 5                    | 5                      | 5                    | 5                |       | 2 | 65  |
| Pays                   | Israël                                            | 6                   | 6                      | 5                     | 7                 | 5                    | 7                    | 4                                                             | 6                   | 7                     | 7                   | 8                    | 6                    | 6                      | 7                    | 5                | 5     |   | 97  |
| Pays                   | Le tableau suit l'ordre de passage des candidats. |                     |                        |                       |                   |                      |                      |                                                               |                     |                       |                     |                      |                      |                        |                      |                  |       |   |     |

## Télédiffuseurs
| Pays        | Télédiffuseur(s)        | Commentateur(s)        | Jurés                                 |
| ----------- | ----------------------- | ---------------------- | ------------------------------------- |
| Allemagne   | ARD Deutsches Fernsehen | Hanns Verres           | ?                                     |
| Allemagne   | Deutschlandfunk         | Wolf Mittler           | ?                                     |
| Belgique    | RTB                     | Paule Herreman         | ?                                     |
| Belgique    | RTB La Première         | André Hagon            | ?                                     |
| Belgique    | BRT                     | Herman Verelst         | ?                                     |
| Belgique    | BRT Radio 1             | Nand Baert & Jan Theys | ?                                     |
| Espagne     | TVE1                    | Julio Rico             | Teresa González & José Luis Balbín    |
| Finlande    | YLE TV1                 | Erkki Pohjanheimo      | Kristiina Kauhtio & Heikki Sarmanto   |
| Finlande    | YLE Radio 1             | Jertta Blomstedt       | Kristiina Kauhtio & Heikki Sarmanto   |
| France      | Première Chaîne ORTF    | Pierre Tchernia        | ?                                     |
| Irlande     | Radio Éirann            | Liam Devally           | ?                                     |
| Irlande     | RTÉ Television          | Mike Murphy            | ?                                     |
| Israël      | Télévision Israélienne  | pas de commentateur    | ?                                     |
| Italie      | Programma Nazionale     | Renato Tagliani        | ?                                     |
| Luxembourg  | RTL Télé-Luxembourg     | Jacques Navadic        | ?                                     |
| Luxembourg  | RTL Radio               | Camillo Felgen         | ?                                     |
| Monaco      | Télé Monte Carlo        | Pierre Tchernia        | ?                                     |
| Norvège     | NRK                     | John Andreassen        | ?                                     |
| Norvège     | NRK P1                  | Erik Heyerdahl         | ?                                     |
| Pays-Bas    | Nederland 1             | Pim Jacobs             | ?                                     |
| Portugal    | RTP1                    | Artur Agostinho        | José Calvário & Teresa Silva Carvalho |
| Portugal    | RDP Antena 1            | Amadeu Meireles        | José Calvário & Teresa Silva Carvalho |
| Royaume-Uni | BBC1                    | Terry Wogan            | Catherine Woodfield & Pat Williams    |
| Royaume-Uni | BBC Radio 1             | Pete Murray            | Catherine Woodfield & Pat Williams    |
| Suède       | SR TV1                  | Alicia Lundberg        | Lena Andersson (en) & Lars Samuelson  |
| Suède       | SR P3                   | Ursula Richter         | Lena Andersson (en) & Lars Samuelson  |
| Suisse      | TSR                     | Georges Hardy          | ?                                     |
| Suisse      | TV DSR                  | Theodor Haller         | ?                                     |
| Suisse      | TSI                     | Giovanni Bertini       | ?                                     |
| Yougoslavie | Televizija Beograd      | Milovan Ilić           | Dusan Lekic & Ivan Antonov            |
| Yougoslavie | Televizija Zagreb       | Oliver Mlakar          | Dusan Lekic & Ivan Antonov            |
| Yougoslavie | Televizija Ljubljana    | Tomaž Terček           | Dusan Lekic & Ivan Antonov            |

Le concours fut diffusé pour la première fois en Turquie.